# Marest-Dampcourt
Marest-Dampcourt és un municipi francès situat al departament de l'Aisne i a la regió dels Alts de França. L'any 2007 tenia 329 habitants.

## Demografia

### Població
El 2007 la població de fet de Marest-Dampcourt era de 329 persones. Hi havia 128 famílies de les quals 36 eren unipersonals (20 homes vivint sols i 16 dones vivint soles), 28 parelles sense fills, 48 parelles amb fills i 16 famílies monoparentals amb fills.
La població ha evolucionat segons el següent gràfic:
Habitants censats

### Habitatges
El 2007 hi havia 154 habitatges, 134 eren l'habitatge principal de la família, 6 eren segones residències i 14 estaven desocupats. Tots els 150 habitatges eren cases. Dels 134 habitatges principals, 115 estaven ocupats pels seus propietaris, 16 estaven llogats i ocupats pels llogaters i 3 estaven cedits a títol gratuït; 3 tenien una cambra, 6 en tenien dues, 20 en tenien tres, 42 en tenien quatre i 64 en tenien cinc o més. 97 habitatges disposaven pel capbaix d'una plaça de pàrquing. A 59 habitatges hi havia un automòbil i a 67 n'hi havia dos o més.

### Piràmide de població
La piràmide de població per edats i sexe el 2009 era:
| Homes | Edats   | Dones |
| ----- | ------- | ----- |
| 0     | 95 o +  | 0     |
| 0     | 90 a 94 | 0     |
| 0     | 85 a 89 | 0     |
| 8     | 80 a 84 | 0     |
| 20    | 75 a 79 | 16    |
| 4     | 70 a 74 | 8     |
| 4     | 65 a 69 | 4     |
| 4     | 60 a 64 | 4     |
| 0     | 55 a 59 | 0     |
| 8     | 50 a 54 | 8     |
| 8     | 45 a 49 | 4     |
| 12    | 40 a 44 | 16    |
| 24    | 35 a 39 | 16    |
| 16    | 30 a 34 | 12    |
| 20    | 25 a 29 | 20    |
| 16    | 20 a 24 | 4     |
| 16    | 15 a 19 | 8     |
| 8     | 10 a 14 | 12    |
| 12    | 5 a 9   | 12    |
| 8     | 0 a 4   | 4     |

## Economia
El 2007 la població en edat de treballar era de 222 persones, 166 eren actives i 56 eren inactives. De les 166 persones actives 142 estaven ocupades (81 homes i 61 dones) i 24 estaven aturades (11 homes i 13 dones). De les 56 persones inactives 19 estaven jubilades, 14 estaven estudiant i 23 estaven classificades com a «altres inactius».

### Ingressos
El 2009 a Marest-Dampcourt hi havia 139 unitats fiscals que integraven 353,5 persones, la mediana anual d'ingressos fiscals per persona era de 18.257 €.

### Activitats econòmiques
Dels 17 establiments que hi havia el 2007, 9 eren d'empreses de construcció, 2 d'empreses de comerç i reparació d'automòbils, 1 d'una empresa de transport, 1 d'una empresa d'hostatgeria i restauració, 2 d'empreses de serveis, 1 d'una entitat de l'administració pública i 1 d'una empresa classificada com a «altres activitats de serveis».
Dels 7 establiments de servei als particulars que hi havia el 2009, 2 eren paletes, 1 guixaire pintor, 1 electricista, 1 empresa de construcció, 1 perruqueria i 1 restaurant.
L'any 2000 a Marest-Dampcourt hi havia 12 explotacions agrícoles que ocupaven un total de 390 hectàrees.

## Equipaments sanitaris i escolars
El 2009 hi havia una escola elemental integrada dins d'un grup escolar amb les comunes properes formant una escola dispersa.

## Poblacions més properes
El següent diagrama mostra les poblacions més properes.